# RM i Maxi Racer
Riksmästerskap för Maxi Racer är en segeltävling för båttypen Maxi Racer. 2004 ägde RM rum på Marstrandsregattan. Ola Sandahl från Stenungsund vann 2004 års Maxi Racer-tävling.